# Patrick Kokontis
Patrick Kokontis (* 4. September 1964 in Egion, Griechenland; † 19. Mai 2021 im Berner Oberland) war ein Schweizer Schriftsteller.

## Leben
Patrick Kokontis wuchs in Graz und im schweizerischen Seon auf. Nach dem Besuch des Gymnasiums studierte Patrick Kokontis Anglistik, Germanistik, Informatik und Psychologie. Daneben arbeitete er als Journalist.
1993 kam es bei ihm zum Ausbruch einer AIDS-Erkrankung. Danach lebte er als freier Schriftsteller in Wilderswil. Seine literarischen Arbeiten sind stark von seiner persönlichen Situation geprägt. 2000 nahm er mit einem Auszug aus seinem ersten Roman am Ingeborg-Bachmann-Wettbewerb in Klagenfurt teil.
Kokontis starb im Mai 2021 im Alter von 56 Jahren, zuhause im Berner Oberland, an den Folgen eines Bronchialkarzinoms.

## Auszeichnungen
- 1999: Förderbeitrag Aargauer Kuratorium

## Werke (Auswahl)
- Entgleisungen, Zürich 2001